# Okręg wyborczy nr 44 do Sejmu Polskiej Rzeczypospolitej Ludowej (1989–1991)
Okręg wyborczy nr 44 do Sejmu Polskiej Rzeczypospolitej Ludowej (1989–1991) obejmował Pińczów oraz gminy Bejsce, Busko-Zdrój, Charsznica, Chmielnik, Czarnocin, Działoszyce, Gnojno, Imielno, Jędrzejów, Kazimierza Wielka, Kije, Koszyce, Kozłów, Książ Wielki, Miechów, Michałów, Nagłowice-Oksa, Nowy Korczyn, Oleśnica, Opatowiec, Pacanów, Pierzchnica, Racławice-Pałecznica, Sędziszów, Skalbmierz, Słaboszów, Słupia, Sobków, Solec-Zdrój, Stopnica, Szydłów, Tuczępy, Wiślica, Wodzisław i Złota (województwo kieleckie). W ówczesnym kształcie został utworzony w 1989. Wybieranych było w nim 4 posłów w systemie większościowym.
Siedzibą okręgowej komisji wyborczej był Pińczów.

## Wybory parlamentarne 1989

### Mandat nr 172 –Polska Zjednoczona Partia Robotnicza
| Kandydat | I tura | I tura | II tura | II tura |
| Kandydat | Głosów | %      | Głosów  | %       |
| --- | ------ | ------ | ------- | ------- |
| Bohdan Głuchowski                                                                                              | 13 974 | 12,33  | 29 256  | 53,12   |
| Marian Pajda                                                                                                   | 13 807 | 12,18  | 16 933  | 30,74   |
| Franciszek Czapla                                                                                              | 12 825 | 11,31  | —       | —       |
| Henryk Abramowski                                                                                              | 11 937 | 10,53  | —       | —       |
| Ryszard Karmiński                                                                                              | 11 499 | 10,14  | —       | —       |
| Liczba głosów ważnych: 113 361 (I tura) • 55 078 (II tura) Źródło: Państwowa Komisja Wyborcza I tura i II tura |        |        |         |         |

### Mandat nr 173 –Zjednoczone Stronnictwo Ludowe
| Kandydat | I tura | I tura | II tura | II tura |
| Kandydat | Głosów | %      | Głosów  | %       |
| --- | ------ | ------ | ------- | ------- |
| Włodzimierz Wiertek                                                                                            | 14 930 | 13,68  | 29 280  | 53,15   |
| Adam Domagała                                                                                                  | 13 857 | 12,70  | 20 960  | 38,04   |
| Jan Klamczyński                                                                                                | 7690   | 7,05   | —       | —       |
| Ryszard Baran                                                                                                  | 6868   | 6,29   | —       | —       |
| Stanisław Bronkowski                                                                                           | 6723   | 6,16   | —       | —       |
| Andrzej Morawiecki                                                                                             | 6559   | 6,01   | —       | —       |
| Andrzej Sęk | 4951   | 4,54   | —       | —       |
| Czesław Szczerba                                                                                               | 4321   | 3,96   | —       | —       |
| Stefan Biela                                                                                                   | 3508   | 3,22   | —       | —       |
| Liczba głosów ważnych: 109 121 (I tura) • 55 093 (II tura) Źródło: Państwowa Komisja Wyborcza I tura i II tura |        |        |         |         |

### Mandat nr 174 – bezpartyjny
| Kandydat                                                          | Głosów | %     |
| ----------------------------------------------------------------- | ------ | ----- |
| Tadeusz Kowalczyk                                                 | 67 565 | 57,67 |
| Mirosław Sędek                                                    | 10 315 | 8,80  |
| Tadeusz Bochniak                                                  | 9382   | 8,01  |
| Józef Cabaj                                                       | 4933   | 4,21  |
| Marian Brodowicz                                                  | 4900   | 4,18  |
| Stanisław Niedolaz                                                | 3069   | 2,62  |
| Liczba głosów ważnych: 117 169 Źródło: Państwowa Komisja Wyborcza |        |       |

### Mandat nr 175 – bezpartyjny
| Kandydat                                                          | Głosów | %     |
| ----------------------------------------------------------------- | ------ | ----- |
| Maria Stolzman                                                    | 70 547 | 60,21 |
| Stanisław Stępień                                                 | 12 322 | 10,52 |
| Piotr Przypkowski                                                 | 6125   | 5,23  |
| Stanisław Piechota                                                | 5898   | 5,03  |
| Stanisław Grudzień                                                | 4632   | 3,95  |
| Janusz Chudzia                                                    | 3883   | 3,31  |
| Liczba głosów ważnych: 111 058 Źródło: Państwowa Komisja Wyborcza |        |       |